# テムル (コンギラト部)
テムル・キュレゲン（モンゴル語: Temür Küregen,? - ?）とは、13世紀初頭にモンゴル帝国に仕えたコンギラト部出身の万人隊長（トゥメン）。『元史』などの漢文史料では帖木児(tièmùér)と記される。

## 概要
テムルは大元ウルスを創設したクビライの義兄に当たるナチン・キュレゲンの息子として生まれ、兄弟にはオロチン、ジルワダイ、マンジタイ、ナムブイらがいた。当初、ナチンの息子の中で最も年長のオロチンが父の地位を継承して万人隊長（トゥメン）となったが、1277年（至元14年）にシリギの乱に呼応して叛乱を起こした弟のジルワダイによって殺されてしまった。
ジルワダイの叛乱自体はボロカンらの活躍によって早期に鎮圧されたものの、オロチンの弟のテムルが兄の地位を継承して万人隊長（トゥメン）となったのはシリギの乱がほぼ鎮圧された1280年（至元17年）のことであった。また、テムルは万人隊長（トゥメン）となると同時に兄の妻のナンギャジンをレビラト婚で娶った。そもそもオロチンとナンギャジンの婚姻は祖父の代から連続する婚姻関係を受け継いだものであり、テムルのレビラト婚によって両家の婚姻関係は保たれることになった。
1287年（至元24年）、ナヤン・カダアンの乱が勃発するとクビライ自ら率いる叛乱鎮圧軍に従軍し、戦功によって済寧郡王に封ぜられるとともに、白傘蓋（sügür）を下賜された。翌1288年（至元28年）以降もカダアン・トゥルゲン率いる反乱軍残党の掃蕩に従事し、ウズ・テムルとともにノーン・ムレンにてカダアン軍を撃破した。その後間もなく亡くなったが、ナンギャダイとの間に生まれたディウバラとセンゲブラが未だ幼かったため、弟のマンジタイが後を継いだ。ただし、高齢にして当主となったマンジタイにはチンギス・カン家の血を引く公主との間に生まれた息子がおらず、コンギラト部当主の地位はテムルの血統に継がれることになった。

## コンギラト部デイ・セチェン家
- デイ・セチェン
  - アルチ・キュレゲン（Alči Küregen ＞阿勒赤古咧堅/ālèchì gŭliējiān,الجی كوركان/Āljī kūrkān）
    - チグゥ・キュレゲン（Čiγu Küregen ＞赤古古咧堅/chìgŭ gŭlièjiān,جیکو كوركان/Jīkū kūrkān）
    - オキ・フジン・カトン（Öki füǰin qatun ＞اوکی فوجین خاتون/Ūkī fūjīn khātūn）
    - 昭睿順聖皇后チャブイ・カトン（Čabui qatun ＞察必/chábì,جابون خاتون/Jābūn khātūn）
    - 万戸オチン・キュレゲン（Očin Küregen ＞斡陳/wòchén）
    - ナチン・キュレゲン（Način Küregen ＞納陳/nàchén,ناچین كوركان/Nāchīn kūrkān）
      - 万戸オロチン・キュレゲン（Oločin Küregen ＞斡羅陳/wòluóchén）
        - 貞慈静懿皇后シリンダリ・カトン（Širindari qatun ＞失憐答里/shīliándālǐ）

      - 叛臣ジルワダイ（J̌ilwadai ＞只児瓦台/zhǐérwǎtái）
      - 万戸テムル・キュレゲン（Temür Küregen ＞帖木児/tièmùér）
        - 万戸ディウバラ・キュレゲン（Diwubala Küregen ＞雕阿不剌/diāoābùlà）
          - アリギヤシリ・キュレゲン（Ariγiyaširi Küregen ＞阿里嘉室利/ālǐjiāshìlì）
          - ブダシリ・カトン（Budaširi qatun ＞不答失里/bùdāshīlǐ）

        - 万戸センゲ＝ブラ・キュレゲン（Sengge bura Küregen ＞桑哥不剌/sānggē bùlà）

      - 万戸マンジタイ・キュレゲン（Manǰitai Küregen ＞蛮子台/mánzǐtái）
      - ナムブイ・カトン（Nambui qatun ＞南必/nánbì,نمبوى خاتون/Namubūī khātūn）